# 옹베어
옹베어(Ong Be) 또는 베어(Bê)는 중국 하이난성의 중북부 해안지대(하이커우시 근교 포함)에서 사용되는 크라다이어족 계통의 언어 또는 언어군이다. 옹베어의 화자들은 중국의 민족분류 상 주로 한족으로 분류된다. 중국에서는 린가오어(臨高語)라고도 한다. 방언은 크게 동부와 서부의 방언군으로 나뉘는데, 이 사이에는 상호 의사소통이 어렵다.